# ماساتو كوباياشي
ماساتو كوباياشي (باليابانية: 小林正人؛ بالكانا: こばやし まさと) هو لاعب كرة قاعدة ياباني، ولد في 21 أغسطس 1980 في تسوماغوي ‏ في اليابان.

## وصلات خارجية
- ماساتو كوباياشي على موقع الدوري الياباني لكرة القاعدة (الإنجليزية)
- ماساتو كوباياشي على موقعبيزبول رفرنس.كوم (الدوري الثانوي) (الإنجليزية)